# Volcano Choir
I Volcano Choir sono un gruppo musicale statunitense originario del Wisconsin e formatosi nel 2005.

## Storia
Il gruppo inizia la propria attività come collaborazione tra Justin Vernon (Bon Iver) e i membri dei Collections of Colonies of Bees (due dei quali lasciano tale gruppo). L'album di debutto viene pubblicato nel settembre 2009 ed entra nella Billboard 200. Il secondo disco Repave esce nel settembre 2013. Questo secondo lavoro entra anche nella Official Albums Chart.

## Formazione
- Jon Mueller
- Chris Rosenau
- Matthew Skemp
- Daniel Spack
- Justin Vernon
- Thomas Wincek

## Discografia

### Album
- 2009 - Unmap
- 2013 - Repave